# Guglielmo Troncone
Guglielmo Troncone (1890 – 1970) è stato un fotografo, giornalista e attore cinematografico italiano.

## Biografia
Cofondatore assieme ai fratelli Roberto e Vincenzo nel 1906 di una casa cinematografica, la Fratelli Troncone, divenuta poi Partenope Film, vi svolse l'attività di interprete con lo pseudonimo di Italo Guglielmi in film come Foglie d'autunno (1911), Dov'è la mia vita? (1913) e Fenesta ca lucive (1914).  Nel 1924 fu nel cast di Il molino degli spettri diretto da Ubaldo Maria Del Colle e prodotto dalla Lombardo Film.
Nel 1926 abbandonò l'attività cinematografica e assieme al fratello Vincenzo aprì uno studio fotografico. Intraprese anche l'attività di fotoreporter e cronista che svolse fino ai primi anni sessanta per le testate napoletane il Mezzogiorno Sportivo e il Roma.